# Contea di Flathead
La contea di Flathead (in inglese Flathead County) è una contea del Montana, negli Stati Uniti. Il suo capoluogo amministrativo è Kalispell.

## Geografia fisica
La contea ha un'area di 4204 km² di cui il 3,01% è coperto d'acqua.

### Contee e municipalità confinanti
- Distretto regionale di East Kootenay (Columbia Britannica, Canada) - nord
- Distretto di miglioramento n. 4 (Alberta, Canada) - nord
- Contea di Glacier - est
- Contea di Pondera - est
- Contea di Teton - sud-est
- Contea di Lewis and Clark - sud-est
- Contea di Powell - sud
- Contea di Missoula - sud
- Contea di Lake - sud
- Contea di Sanders - sud-ovest
- Contea di Lincoln - ovest

## Storia
La contea fu creata nel 1893 dalla Contea di Missoula.

### Evoluzione demografica

Situazione demografica

## Città principali
- Columbia Falls
- Kalispell
- Whitefish

## Strade principali
- U.S. Route 2
- U.S. Route 93
- Montana Highway 40
- Montana Highway 82

## Musei
- Central School Museum, su yourmuseum.org.
- Glacier National Park Museum
- Stumptown Historical Society Museum, su visitmt.com. URL consultato il 17 novembre 2007 (archiviato dall'url originale il 27 dicembre 2007).